# Dia Frampton
Dia Leif Frampton (Draper, Utah, Estados Unidos, 2 de octubre de 1987) es una cantante y compositora estadounidense y es la vocalista de la banda, Meg & Dia. Además fue subcampeona en la temporada inaugural de The Voice (Estados Unidos).

## Biografía
Dia Frampton asistió a la Preparatoria Dixie en St. George, Utah y a la Preparatoria Shadow Ridge en Las Vegas, Nevada, se graduó antes de lo normal, ya que cursó su último año de educación media superior en casa, al mismo tiempo en el que asistía a la escuela pública, durante 2005. Luego se mudó a Salt Lake City con su hermana para continuar su carrera musical. Sus influencias musicales, según su propio testimonio, han sido artistas como Modest Mouse, Tom Petty and the Heartbreakers, Joni Mitchell, The Brothers Avett, Rocky Votolato, Ben Folds, Etta James, Death Cab for Cutie, The Cranberries y Cursive.

## Discografía
Álbumes
- Red (2012)

Sencillos
- Heartless (2011)
- Losing My Religion (2011)
- Inveting Shadows (2011)
- I Won't Back Down (con Blake Shelton) (2011)
- The Broken Ones (2011)
- Don't Kick the Chair (2012)
- I Will (2012)
- Walk Away (2012)
- Isabella (2013)

Faith (2020)
Colaboraciones
- Meet Me Under The Mistletoe (con Christofer Drew de Never Shout Never) (2013)
- Over It (con The Crystal Method) (2014)
- Stay (con tyDi) (2014)
- We Are Giants (con Lindsey Stirling) (2014)
- Sarajevo (con Watsky) (2014)
- Needed You (con Illenium) (2017)

Videos musicales
| Año  | Título                                                | Director(es)    |
| ---- | ----------------------------------------------------- | --------------- |
| 2011 | "The Broken Ones"                                     | David McClister |
| 2012 | "Don't Kick the Chair (Pseudo Video)"                 | N/A             |
| 2013 | "Over It" (con The Crystal Method)                    | Zak Stoltz      |
| 2013 | "Meet Me Under The Mistletoe" (con Never Shout Never) | N/A             |